# Miguel Ángel Guerra
Miguel Ángel Guerra (Buenos Aires, 1953. augusztus 31.) argentin autóversenyző.

## Pályafutása
1975 és 1977 között az argentin Formula–2-es bajnokság győztese volt. 1979-ben és 1980-ban az európai Formula–2-es bajnokságban szerepelt.
1981-ben négy versenyen vett részt a Formula–1-es világbajnokságon. Mindössze egy alkalommal, a san marinó-i nagydíjon tudta magát kvalifikálni a futamra is. A futamon már az első körben kiesett, miután összeütközött Eliseo Salazaral.

## Eredményei

### Teljes Formula–1-es eredménylistája
(Táblázat értelmezése)

(Félkövér: pole-pozícióból indult; dőlt: leggyorsabb kört futott) 

| Év   | Csapat               | Modell      | Motor       | 1      | 2      | 3      | 4      | 5   | 6   | 7   | 8   | 9   | 10  | 11  | 12  | 13  | 14  | 15  | Helyezés | Pont |
| ---- | -------------------- | ----------- | ----------- | ------ | ------ | ------ | ------ | --- | --- | --- | --- | --- | --- | --- | --- | --- | --- | --- | -------- | ---- |
| 1981 | Osella Squadra Corse | Osella FA1B | Cosworth V8 | USW Nk | BRA Nk | ARG Nk | SMR Ki | BEL | MON | ESP | FRA | GBR | GER | AUT | NED | ITA | CAN | CPL | -        | 0    |

## Külső hivatkozások
- Profilja a grandprix.com honlapon (angolul)
- Profilja a statsf1.com honlapon (angolul)